# Barbella rufifolioides
Barbella rufifolioides là một loài Rêu trong họ Meteoriaceae. Loài này được (Broth.) Broth. mô tả khoa học đầu tiên năm 1925.